# Miss Bolivie
Ne pas confondre avec la chanteuse argentine Miss Bolivia.

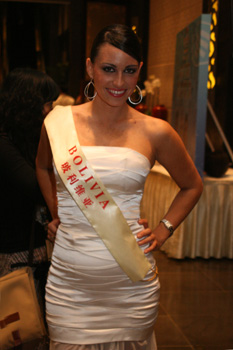
Sandra Lea Hernandez, Miss Bolivia 2007

Miss Bolivie est un concours de beauté féminine, destiné aux jeunes femmes habitantes et de nationalité bolivienne.
La sélection permet de représenter le pays au concours de Miss Univers.